# Бернау ам Кимзе
Бернау ам Кимзе (њем. Bernau am Chiemsee) општина је у њемачкој савезној држави Баварска. Једно је од 46 општинских средишта округа Розенхајм. Према процјени из 2010. у општини је живјело 7.019 становника. Посједује регионалну шифру (AGS) 9187118.

## Географски и демографски подаци
Бернау ам Кимзе се налази у савезној држави Баварска у округу Розенхајм. Општина се налази на надморској висини од 544 метра. Површина општине износи 26,7 km². У самом мјесту је, према процјени из 2010. године, живјело 7.019 становника. Просјечна густина становништва износи 263 становника/km².